# Giuseppe Bringa
Giuseppe Bringa (in greco Ὶωσῆφ Βρίγγας?; ... – 965) è stato un funzionario e ammiraglio bizantino. Durante i regni dell'imperatore Costantino VII (r. 945-959) e dell'imperatore Romano II (r. 959-963). Giuseppe Bringa servì come primo ministro sotto Costantino VII e reggente con Romano II. Dopo essersi invano opposto all'ascesa di Niceforo Foca al trono imperiale nel 963, fu esiliato in un monastero, dove morì nel 965.

## Biografia

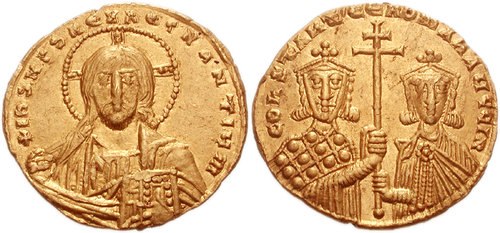
Oro solidus dell'imperatore Costantino VII (r. 945-959) con suo figlio ed erede, Romano II.

Lo storico contemporaneo Leone il Diacono riporta che Bringa proveniva dalla Paflagonia. Gradualmente salì la scala gerarchica fino al rango di Patrikios e al posto a corte di praepositus sacri cubiculi. L'imperatore Costantino VII lo nominò prima come sakellarios e poi drungarios (ammiraglio) della flotta imperiale, posizione che tenne fino alla morte dell'imperatore bizantino. Quando il figlio dell'imperatore Costantino VII, Romano, salì al trono, nominò Bringa parakoimomenos (ciambellano). Il giovane imperatore bizantino preferiva trascorrere il suo tempo a caccia, mentre lasciava gli affari di stato a lui. In questa veste, Bringas sventò un complotto contro Romano guidato da un gruppo di nobili intorno al magistros Peteinos Basil. I cospiratori furono arrestati, torturati ed esiliati, sebbene la maggior parte di loro, con l'eccezione di Peteinos, furono ben presto richiamati.